# Brownea santanderensis
Brownea santanderensis là một loài rau đậu thuộc họ Fabaceae.
Loài này chỉ có ở Colombia.